# Thomas James Dandelet
Thomas James Dandelet (* 26. Januar 1960) ist ein US-amerikanischer Historiker.

## Leben
Er erwarb 1982 den BA in Geschichte an der St. John’s University, Minnesota, 1988 den MDiv in Kirchengeschichte am Princeton Theological Seminary und 1995 den PhD in Geschichte an der University of California, Berkeley. Er lehrt am Bard College (Assistant Professor für Geschichte 1995–1997), an der Princeton University (Assistant Professor für Geschichte 1997–2000) und an der University of California, Berkeley (Associate Professor 2001–2015; seit 2015 Professor).
Sein Forschungsschwerpunkt ist das Europa der Frühen Neuzeit (Spanisches Reich, Italien, Mittelmeer, sozial, kulturell, politisch).

## Schriften (Auswahl)
- Spanish Rome, 1500–1700. New Haven 2001, ISBN 0-300-08956-2
- mit Agostino Borromeo (Herausgeber), John A. Marino (Herausgeber): Spain in Italy: Politics, Society, and Religion 1500–1700., American Academy Rome 2006, ISBN 978-9004154292
- The Renaissance of empire in early modern Europe. New York 2014, ISBN 0-521-74732-5